# Bent Svane Nielsen
Bent Svane Nielsen med øgenavnet "Blondie" (født 22. juli 1958), er et højtstående medlem af rockergruppen Hells Angels, som den 21. september 1984 ved et nævningeting i Østre Landsret blev idømt 16 års fængsel for dobbeltdrabet på to Bullshit-rockere.
Han har været med i MC-klubber siden 1975, hvor han startede som rocker i "Dirty Angels". Bent Svane Nielsen var sammen med bl.a. Jørn "Jønke" Nielsen i 1980 prøvemedlemmer i Hells Angels i Danmark efter at de skiftede navn fra de vilde engle til Hells Angels. Han blev i 1994 prøveløsladt for sine dobbeltmord, og har siden 1996 været leder af HA-afdelingen 'Nomads' på Amager. For snurrende tv-kameraer optrådte han side om side med Bandidos-præsidenten Jim Tinndahn, da våbenhvilen mellem Hells Angels og Bandidos blev indgået den 25. september 1997.

## Baggrund

### Dobbeltdrabet på Søpromenaden
Natten til den 24. september 1983 klokken 03:15 gik tre Bullshit-rockere og en veninde ind på restaurant Søpromenaden på Øster Søgade på Østerbro. Det var den 20-årige Steen Grabow Grander og den 21-årige Flemming Hald Jensen fra Bullshit, som først gik ind på restauranten. Restaurant Søpromenaden var imidlertid HA-territorium, og de tre Bullshit-rockere blev overfaldet af fire HA-rockere, som med knive og flasker, dræbte Steen Grabow Grander og Flemming Hald Jensen, mens den tredje Michael Peter Enoch blev alvorligt såret. Kvinden slap uskadt fra episoden.
Kriminalpolitiet efterforskede dobbeltdrabet og flere medlemmer fra Hells Angels blev anholdt og varetægtsfængslet, heriblandt den formodede drabsmand, den 25-årige Bent Svane Nielsen. Den 21. september 1984 ved et nævningeting i Østre Landsret i København, blev den nu 26-årige Bent Svane Nielsen idømt 16 års fængsel for dobbeltdrabet. Ligeledes blev den 26-årige Henrik Kruse Jensen kaldet "Dirty" idømt 5 års fængsel, mens den 29-årige Hansi Hansen blev idømt 4 års fængsel for medvirken til drabene.
Bent Svane Nielsen blev i 1994 prøveløsladt efter at have siddet 11 år i fængsel.

### Den store Rockerkrig 1996-97
Hells Angels og Bandidos var i krig med hinanden fra 1996 til 1997. I opgøret blev 11 bandemedlemmer dræbt i Skandinavien og mange danskere var vidner til bomber og skyderier på åben gade, i alt var der 74 mordforsøg i perioden. Rockerkrigen blev for alvor indledt den 10. marts 1996, da den 23-årige og nu afdøde Hells Angels-rocker Michael Brokside skød og dræbte den 32-årige Bandidos-rocker Uffe Larsen på parkeringspladsen foran Københavns Lufthavn i Kastrup.
Under krigen blev der brugt bilbomber, maskingeværer, håndgranater og panserværnsraketter samt håndvåben. Attentatforsøg i landets fængsler fandt også sted – den 25. juli 1996 blev den fremtrædende og morddømte Hells Angels-rocker Jørn "Jønke" Nielsen forsøgt dræbt i Jyderup Statsfængsel, da to mænd trængte ind i fængselsblokken, hvor de afgav 29 skud med en maskinpistol mod den aflåste celledør, og der blev kastet en håndgranat foran hans celle. Han overlevede attentatforsøget, men blev ramt flere steder på kroppen af skud.
Rockerkrigen var også kostbar for politiet, der kæmpede hårdt for at få standset blodsudgydelserne. Alene i overarbejde for politibetjentene blev omkostningerne sat til omkring 50-75 mio. kroner. Oveni kom samfundets reaktion: Der blev bygget særligt sikrede afdelinger i statsfængslerne i Vridsløse og i det nu nedlagte Horsens for at holde de to klubbers medlemmer fra hinanden, når de afsonede de mange straffe, der blev uddelt til deltagerne i Den Store Nordiske Rockerkrig. Flere af de dømte fik fængsel på livstid for drab og drabsforsøg under opgøret – de livstidsdømte er Jørgen "Fehår" Nielsen, Niels Poulsen og Vagn Smidt.
Efter halvandet års blodbad blev kampene standset med en fredsaftale, som klubberne havde forhandlet sig frem til med diskret bistand fra Københavns Politi, PET, Justitsministeriet og den kendte forsvarsadvokat Thorkild Høyer. Den 25. september 1997 gav Bent Svane Nielsen hånd med Jim Tinndahn fra Bandidos og utalte: "Vi kan ikke give garantier for, at der ikke vil komme flere episoder, men vi kan gå aktivt ind og sørge for, at de personer, der træder ved siden af den samarbejdsaftale, bliver ekskluderet fra vores biker-kultur".

### Drabsforsøg
Den 29. oktober 2009 omkring klokken 10.00 forlod han sammen med sin 17-årige teenagesøn sin lejlighed ved Kong Georgs Vej på Frederiksberg og satte sig ind i sin mintgrønne Fiat, hvorefter der blev affyret flere skudsalver mod dem. Bent Svane Nielsen blev ramt af skud i benene, mens sønnen slap uskadt fra episoden. Han blev efterfølgende kørt til Rigshospitalets traumecenter, hvor han blev meldt udenfor livsfare. Gerningsmændene flygtede på en mindre rød knallert mod Jagtvej, og mændene blev af vidner beskrevet som indvandrertyper.
Politikommissær Jesper Simonsen fra Københavns Bandeendhed udtalte til Ekstra Bladet: "Der er ingen tvivl om, at det her ikke er en impuls ting men en planlagt handling. De har stået og ventet på ham, men hvorhenne og hvorfra der er blevet skudt, har vi ikke overblik over endnu". "Der er affyret omkring 3 skud fra et håndvåben. Og vi efterlyser pt. to mænd af etnisk herkomst, som er blevet set flygte på knallert mod Nordre Fasanvej og gennem en form for passage". Drabsforsøget er fortsat uopklaret, men menes at være led i bandekrigen. Efter skudepisoden rejste han til Rusland i en længere periode.